# 横塘岗乡
横塘岗乡，是中华人民共和国安徽省六安市金安区下辖的一个乡镇级行政单位。

## 行政区划
横塘岗乡下辖以下地区：
岩湾村、周庵村、百子庵村、金公庙村、九里冲村、古城寺村、缸窑村、黄墩村、杨岩村、凤凰台村、龙王岩村和石河口村。